# Transfert modal
 (octobre 2014).
Si vous disposez d'ouvrages ou d'articles de référence ou si vous connaissez des sites web de qualité traitant du thème abordé ici, merci de compléter l'article en donnant les références utiles à sa vérifiabilité et en les liant à la section « Notes et références ».
Le transfert ou report modal est la modification des parts de marché des différents modes de transport entre elles. Il est le plus couramment utilisé dans le sens de la promotion des alternatives à l'automobile, principalement dans et aux alentours des agglomérations. Ainsi, lorsque les pouvoirs publics déclarent vouloir « favoriser le transfert modal », ils sous-entendent généralement la diminution de l'utilisation de l'automobile au profit des modes de déplacement moins générateurs d'effets négatifs externes que sont typiquement la marche à pied, le vélo et les transports en commun. Plus précisément, le report modal suppose le report de l’usage particulier, individuel de la voiture vers l’usage de modes alternatifs, y compris des façons d’utiliser collectivement l’objet automobile.

## Enjeux du transfert modal
Le report modal relève de la sobriété économique, et de l'efficacité énergétique dans les transports. Il intervient dans la tautologie de l'écologie des transports. Il est l'élément intermédiaire de l'approche Avoid-Shift-Improve, qui privilégie la baisse du nombre de déplacements prioritairement à leur report sur des modes plus vertueux.
Les transports automobiles ont des avantages sur les plans du développement économique et de l’intégration sociale. Ces bénéfices ont des conséquences négatives pour l’environnement au sens large (naturel et humain) : on parle dans ce cas « d’effets négatifs externes ».
Ces effets négatifs externes sont nombreux et de différentes sortes : nuisances sonores, pollutions chimiques aériennes et liquides (dans ruissellement eaux de pluie), amenuisement des réserves énergétiques, effets de coupures, consommation d’espace, impacts paysagers. Les autres modes de transport sont également producteurs d’effets négatifs externes, mais dans le cas d’un usage particulier de l’automobile, ceux-ci, rapportés au nombre de personnes transportées, sont beaucoup plus importants que dans le cas de transports collectifs ou d’un usage partagé de l’automobile. Un bus articulé, par exemple, consomme plus d’énergie qu’une automobile, mais il transporte beaucoup plus de personnes (son taux d'occupation ou de remplissage est bien plus élevé) : chaque voyageur du bus consomme moins d’énergie et émet moins de polluants chimiques pour se déplacer que les passagers de la voiture.

## Mesures de transfert modal

### Gêner l'usage de la voiture particulière
Ces premières mesures visent à rendre l'usage de la voiture particulière moins automatique. Il s’agit de faire appel à la raison économique (augmenter les coûts ou les temps de déplacement) tout autant que de rompre l’habitude et obliger à une remise en balance des différents modes.
- Le péage urbain, visant à faire payer un forfait aux automobilistes qui entrent en zone centrale (ex. : péage de Londres ou de Stockholm).
- La réduction des voies autorisées à la circulation des voitures.
- La réduction du stationnement en voirie et/ou le rendre plus coûteux.
- La limitation des vitesses autorisées (zone 30, quartier vert, zone piétonne).
- La programmation des feux tricolores pour qu’ils arrêtent systématiquement les voitures.
- L’organisation du plan de circulation de telle sorte qu’il complique le passage dans certaines zones (en particulier en zones centrales).

### Favoriser un usage non particulier de l’objet voiture
L’objectif est d’assurer un remplissage plus important de chaque automobile, mais également de créer un écart entre usage et propriété de la voiture : si les personnes ne possèdent pas de voiture, elles ne feront la démarche de rechercher un conducteur ou de louer une voiture que pour les déplacements pour lesquels elles ne peuvent pas se passer de la voiture. Cela limite les automatismes du type : le soir, pour aller chercher la pizza ou louer une vidéo je prends la voiture puisqu’elle est disponible).
- Covoiturage.
- Autopartage (en particulier au sein des entreprises).
- Voiture en libre-service (ex. : Autolib à Paris).
- Transport à la demande - TÀD (en zone rurale).

### Aménager une ville dense
La voiture a favorisé la ville diffuse jusqu’à un point de non-retour, celui de la dépendance automobile . Aujourd’hui, la ville diffuse, les couronnes périurbaines constituées de pavillons et ponctuées de loin en loin par des centres commerciaux ne peuvent plus être desservies que par l’automobile. Pour réduire l’usage de la voiture, ce sont donc de nouvelles formes urbaines qu’il faut faire émerger, plus denses, en particulier autour des gares.
- Villes aménagées en fonction des plans de transport, en particulier dans le cas de villes nouvelles.
- Densification autour des gares et des nouvelles haltes.
- Villes denses de manière générale (plus faciles à desservir par les transports collectifs mais également à pied).
- Éviter les ruptures urbaines (linéaires ou surfaciques) pour permettre des déplacements locaux / à faible vitesse.

### Rendre les modes alternatifs plus compétitifs au regard de l’automobile
L’enjeu est tout simplement de développer les transports alternatifs de manière à les rendre plus compétitifs dans le registre de performance de l’automobile : rapidité, flexibilité, portage. Un nombre très important de mesures peut être imaginé ; en voici quelques-unes :
- Donner la priorité des bus et tramways aux feux.
- Augmenter les fréquences de telle sorte que l’on puisse se rendre à l’arrêt sans avoir vérifié l’horaire auparavant, c’est-à-dire sans avoir planifié son voyage.
- Augmenter les plages de service des transports collectifs. Si l’on veut rester en centre-ville après le travail mais que le service de transport collectif ne fonctionne plus, on paye une fois le taxi et la fois suivante on prend sa voiture dès le matin (« au cas où »).
- Faciliter les courses sans voiture en mettant en place un système de livraison y compris pour les courses de détail.
- Réduire les itinéraires vélos (contre-sens cyclables / limiter les effets de coupure).
- Créer des voies dédiées pour les lignes de chemin de fer urbain.

### Améliorer l’image des modes alternatifs en développant leurs atouts propres
L’objectif est à la fois d’améliorer la praticité à l’usage des modes alternatifs et de communiquer autour de cela. La communication doit s’appuyer sur les atouts propres des modes alternatifs : valeur écologique, partage / solidarité / en commun (et non individualisme), faible coût, sécurité, bonne santé.
- Campagnes de communication.
- Travail sur la forme des véhicules.
- Lignes de pédibus : donner l’habitude très tôt aux enfants de ne pas associer voiture et déplacement.

### Provoquer le choix modal
Il s'agit ainsi de rendre les personnes conscientes de leurs choix modal et éviter qu'elles ne prennent la voiture que par habitude, alors qu'un autre mode serait peut-être tout aussi pratique et d'un coût inférieur ou équivalent.
- Offrir des tickets gratuits, par exemple à l'occasion de la mise en service d’une nouvelle ligne.
- Réaliser avec la personne (campagnes d’appels téléphoniques) le bilan de ses choix de déplacements.

### Assurer une réserve de capacité au sein des transports publics
Ce n’est pas le tout de vouloir que les personnes cessent d’utiliser leur voiture, encore faut-il qu’elles puissent rejoindre les modes de transport alternatifs. S’il s’agit de modes non motorisés donc individuels, pas de problème. S’il s’agit de transports collectifs qui rencontrent un problème de congestion très fort, en particulier dans les grandes agglomérations, le report n’est pas envisageable.
- Construire de nouvelles infrastructures, investir massivement dans les transports collectifs.

### Améliorer la sécurité des transports alternatifs individuels
Les deux-roues (motorisés ou non), mais également les piétons sont très vulnérables, ce qui peut freiner leur usage, en particulier chez les parents inquiets de la sécurité de leurs enfants.
- Limitation des vitesses (zones 30).
- Voies piétonnes.
- Villes sans signalisation / sans séparation de la chaussée : si tous les modes sont mélangés, tous (surtout les plus dangereux) doivent faire attention à ce qui se passe autour d’eux.
- Interdiction des 4x4 en ville, en particulier aux abords des écoles.

### Permettre l’intermodalité
L’objectif est de provoquer un report modal sur une partie seulement du trajet. Puisque la voiture est le seul moyen de desservir efficacement les zones peu denses, autant essayer de réduire son usage dans les tronçons plus denses où elle gêne plus et où les transports collectifs sont plus compétitifs. Pour cela, il faut réduire au minimum la rupture de charge. Un système de transbordement pour voyageurs équivalent au ferroutage n’est pas possible, mais :
- parcs-relais, c'est-à-dire parcs de stationnement associés à des pôles d'échange, ce qui limite le coût de stationnement et le temps mis à chercher une place ;
- favoriser les commerces et services au sein des pôles d’échanges qui permettent aux usagers de rendre utile une rupture de charge obligatoire et leur évite d’avoir à faire un détour pour accéder à ces commerces et services.